# 凶兆2：雙瘋
是一部2015年的美国超自然恐怖电影。导演为夏兰·福伊；编剧为C. 羅伯特·卡吉爾与史考特·德瑞森。此电影是2012年电影《凶兆》的续集。詹姆士·兰森在此电影中担任主演，继续饰演原角色，莎妮·索萨蒙则饰演一位母亲，儿子在乡村农场遭到被Bughuul(不发糖果的恶魔)带走的幽灵小孩折磨。其他演员有罗伯特·丹尼尔·斯隆、 达尔塔尼扬·斯隆、李·可可和泰特·埃林顿担任配角。